# Agrostis gigantea
Agrostis gigantea là một loài thực vật có hoa trong họ Hòa thảo. Loài này được Roth mô tả khoa học đầu tiên năm 1788.

## Hình ảnh

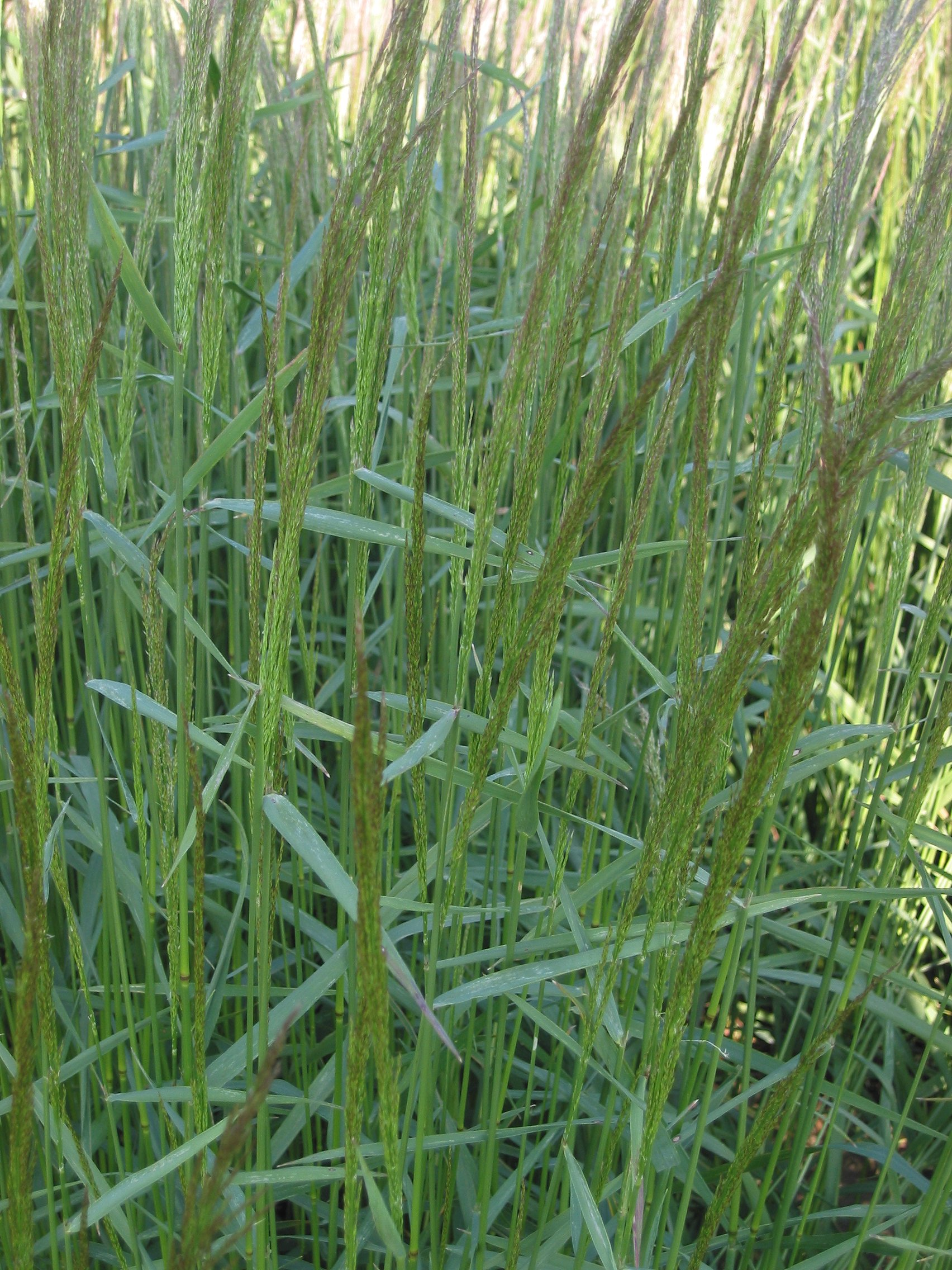
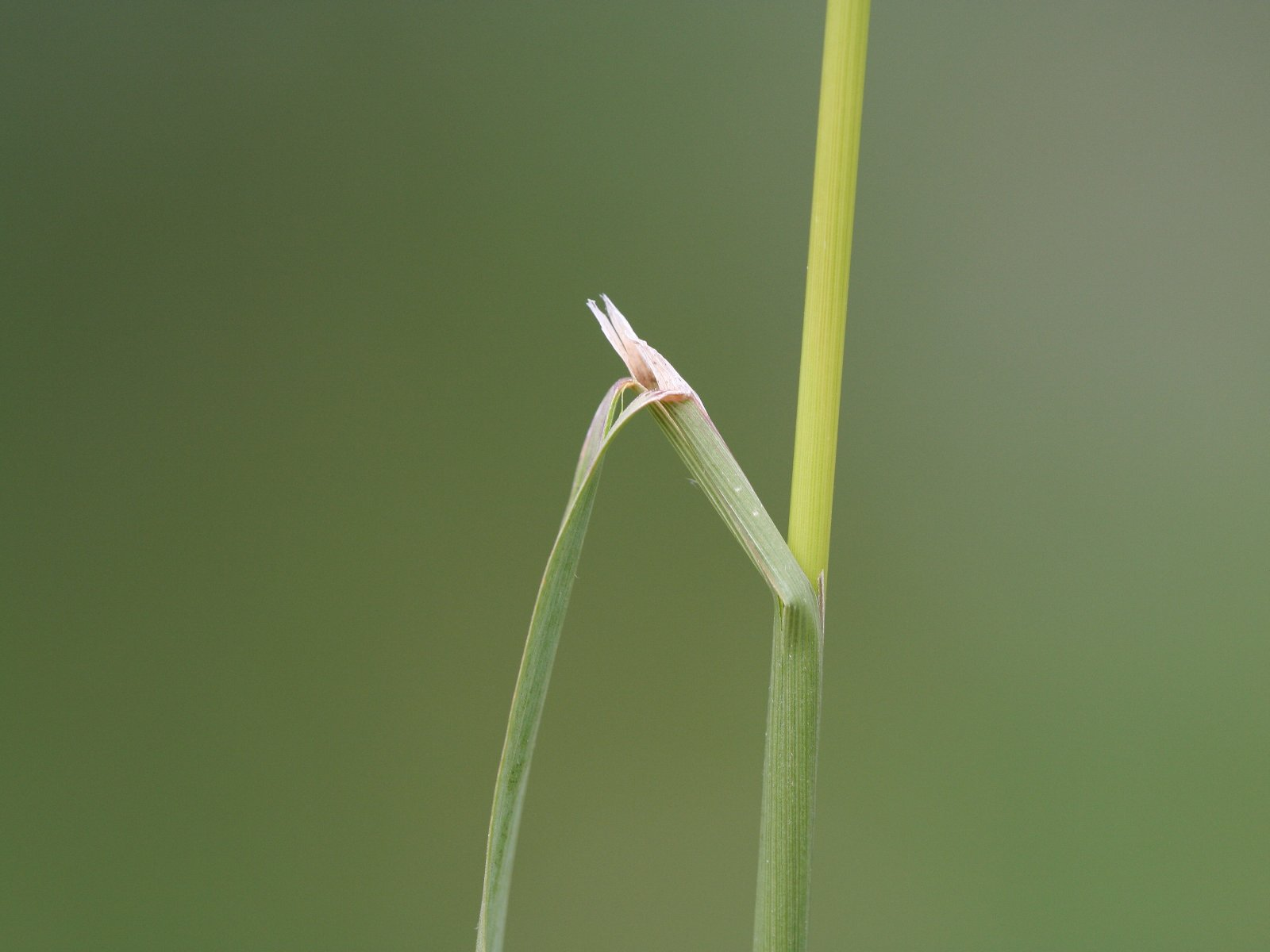
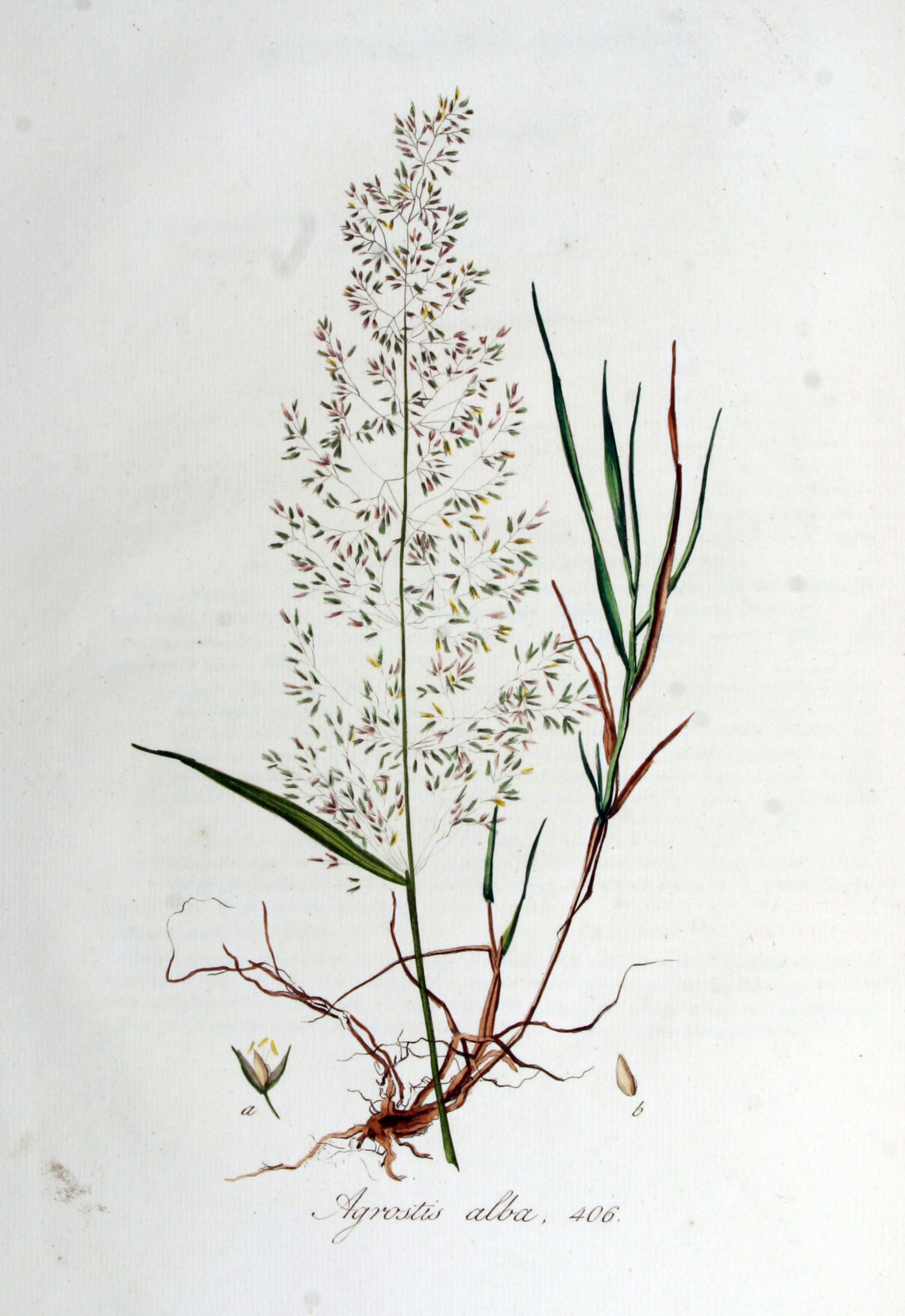
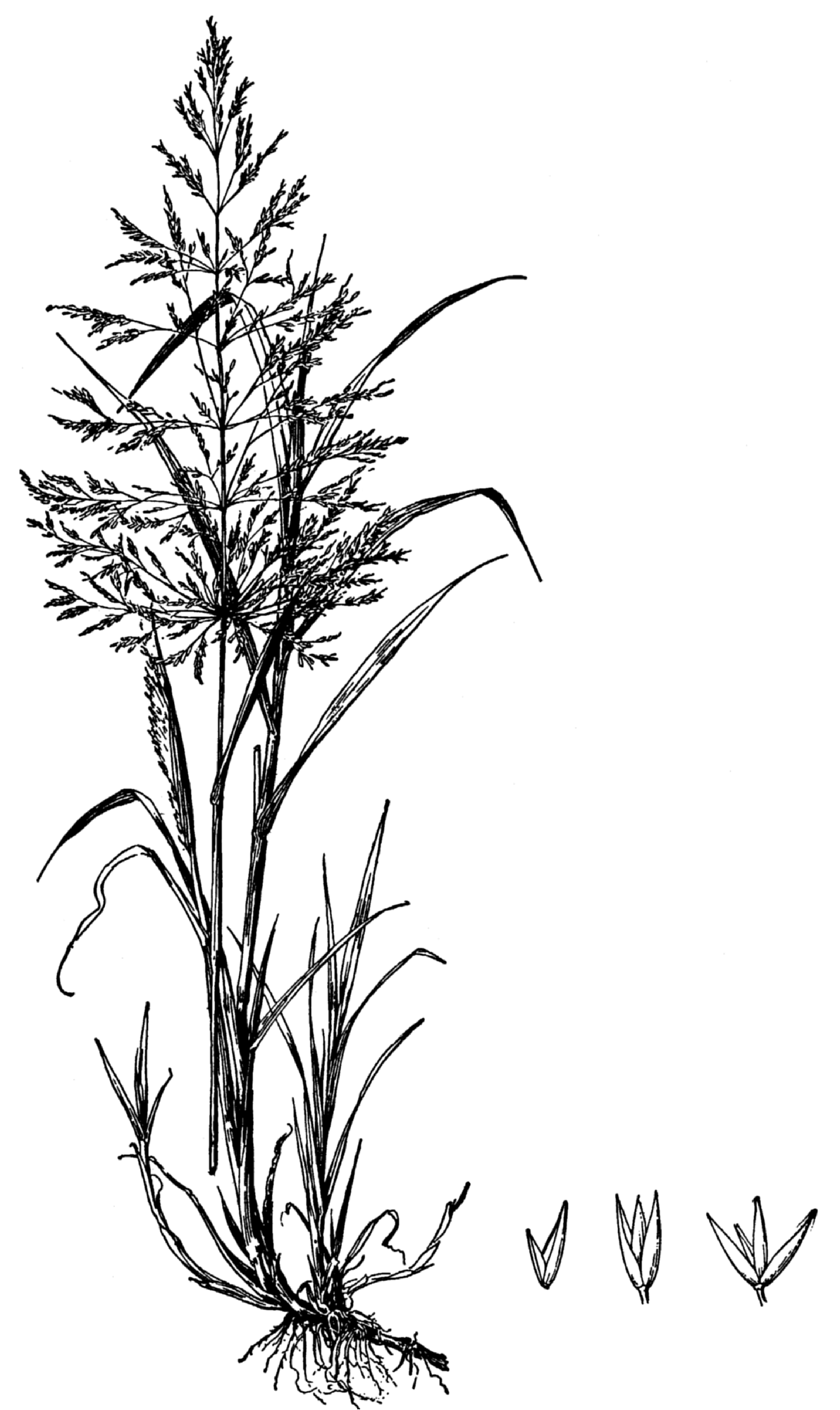